# Luis Leon Masson
Luis Leon Masson (nacido como Louis François Leon Masson y Besneé, el 31 de julio de 1825 en Tours, Departamento de Indre et Loire Francia). Hijo de Nicolás François Masson, de profesión transportista y de Louise Sophie Besneé. Es uno de los más destacados fotógrafos que trabajara en España en las primeras décadas de la fotografía. De su actividad como fotógrafo destaca su obra topográfica sobre el patrimonio arquitectónico y paisajístico de ciudades andaluzas, principalmente de Sevilla, además de importantes aportaciones de otras ciudades castellanas, así como sus reproducciones de la obra pictórica de Murillo.

## Reseña biográfica
Luis Masson es el nombre españolizado que adopta cuando se instala en Sevilla, en mayo de 1858, acompañado de su esposa Lorenza Simonin Berard, colaboradora en sus trabajos fotográficos. Durante los siguientes ocho años realiza un gran número de fotografías de la ciudad, centrándose sobre todo en sus grandes monumentos, como el Alcázar, la Catedral o la Casa de Pilatos, además del Palacio de San Telmo en atención al Duque de Montpensier con quien enseguida establece una notable relación clientelar. Sus fotografías de Granada, Córdoba, Málaga o Cádiz, demuestran las repetidas excursiones a estas y otras ciudades para completar su colección, tanto en formato álbum como en estereoscopias. En 1866 se trasladó a Madrid donde permaneció un breve periodo, desplazándose también a Toledo, Ávila, Valladolid, Salamanca o Burgos, ciudades de las que ha legado un interesante conjunto de imágenes. Regresó a Sevilla a finales de la década de 1870 para desaparecer definitivamente en 1881.

## Distinciones
- Mención honorífica en la Exposición Universal de Londres de 1862
- Mención honorífica en la exposición de 1863, organizada en Londres por la London Photographic Society

## Obra fotográfica
Se han identificado más de 500 fotografías de este autor, todas ellas realizadas en España. Su obra está depositada principalmente en la Bibliotheque National de France, en el Victoria & Albert Museum, en la British Library, en la Societé Française de la Photographie o en el Museo de la Universidad de Navarra, además de en colecciones privadas como la perteneciente a los herederos del duque de Montpensier.

## Referencias

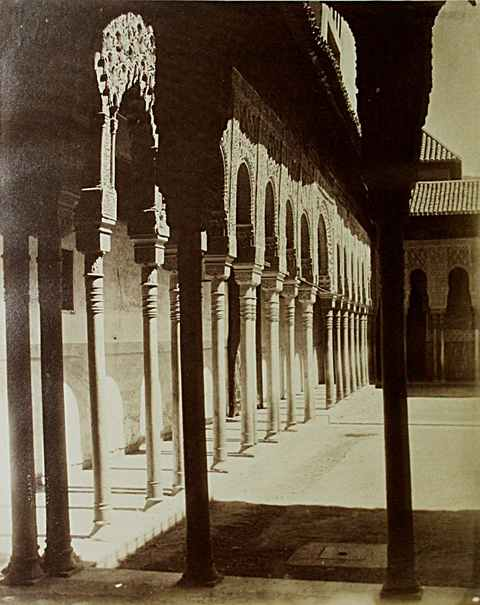
Patio de los Leones (Alhambra).
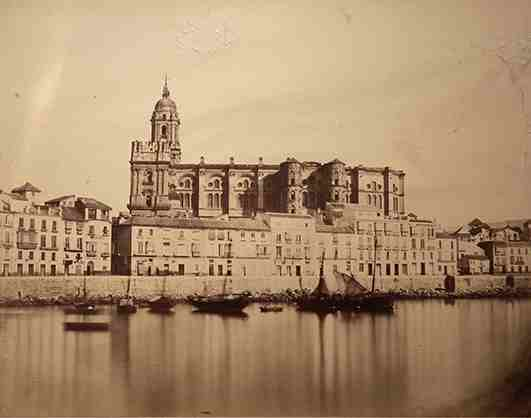
Málaga, la ciudad y la catedral desde el puerto.
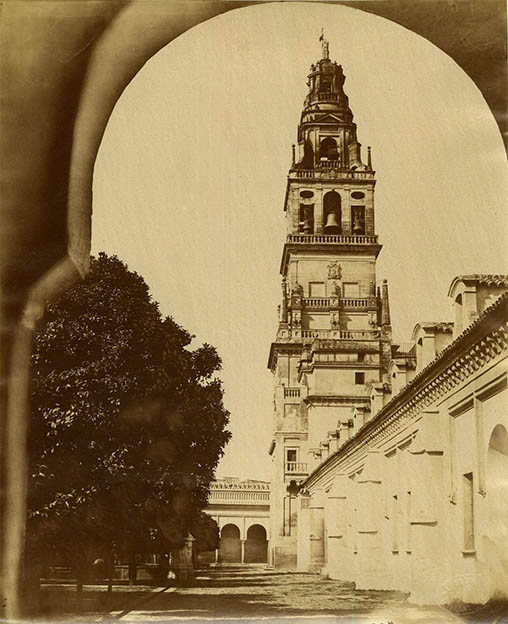
Mezquita de Córdoba.
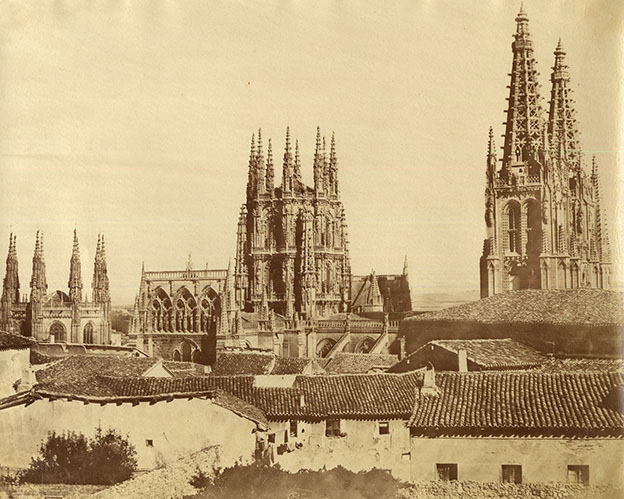
Catedral de Burgos.
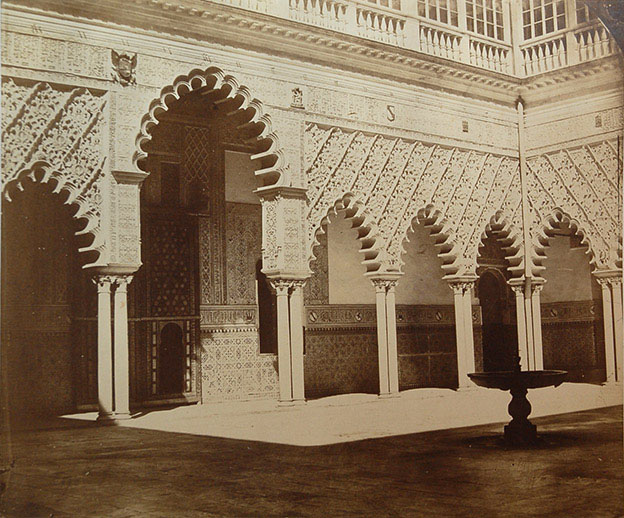
Patio de las Doncellas (Alcázar de Sevilla).